# Bariadi (Distrikt)
Bariadi ist ein Distrikt in der tansanischen Region Simiyu mit dem Verwaltungszentrum in der Stadt Bariadi. Der Distrikt grenzt im Norden an die Region Mara, im Osten an die Region Arusha, im Süden an die Distrikte Itilima und Bariadi (TC) und im Westen an die Region Mwanza und an den Distrikt Busega.

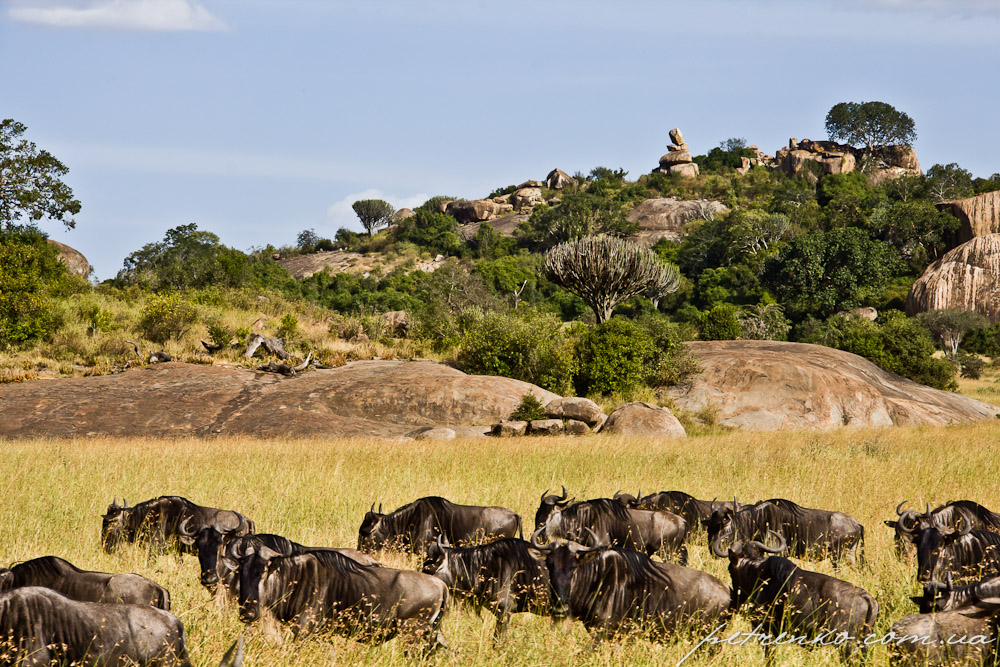
Gnuherde in Bariadi

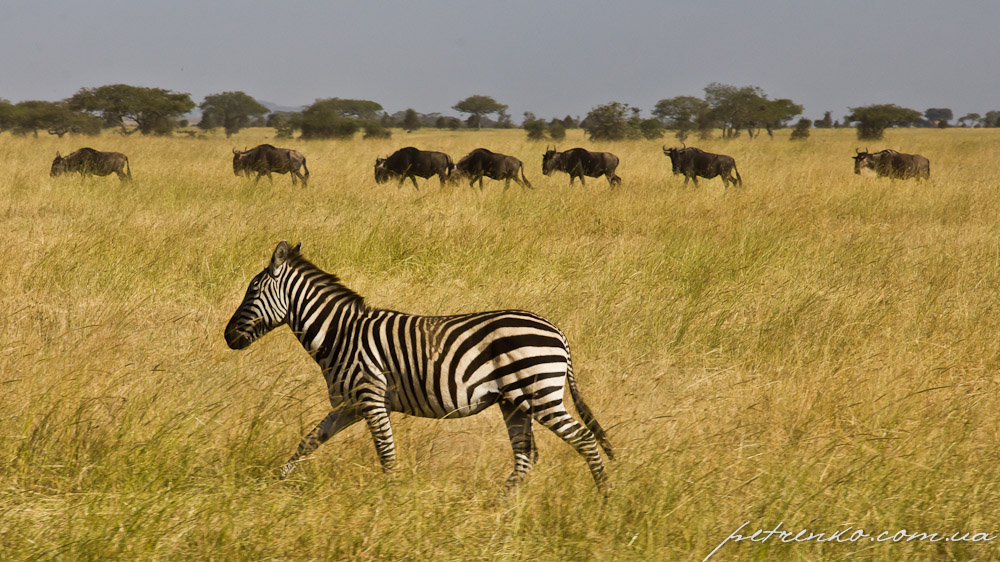
Zebra und Gnuherde in der Serengeti

## Geographie
| Bariadi ist 5921 Quadratkilometer groß und hat 383.385 Einwohner (Volkszählung 2022). Der Distrikt liegt im Norden der Region Simiyu und hat große landwirtschaftlich genutzte Bereiche. Einen Großteil der Landesfläche machen der Serengeti-Nationalpark und das Maswa-Wildreservat aus. Der Distrikt beinhaltet den Wahlkreis (Jimbo) Bariadi Vijijini und 21 Bezirke (Kata): | Hier fehlt eine Grafik, die leider im Moment aus technischen Gründen nicht angezeigt werden kann. Wir arbeiten daran! |

- Banemhi
- Dutwa
- Gambosi
- Gibishi
- Gilya
- Ihusi
- Ikungulyabashashi
- Itubukilo
- Kasoli
- Kilalo
- Masewa
- Matongo
- Mwadobana
- Mwasubuya
- Mwaubingi
- Mwaumatondo
- Ngulyati
- Nkindwabiye
- Nkololo
- Sakwe
- Sapiwi

## Bevölkerung

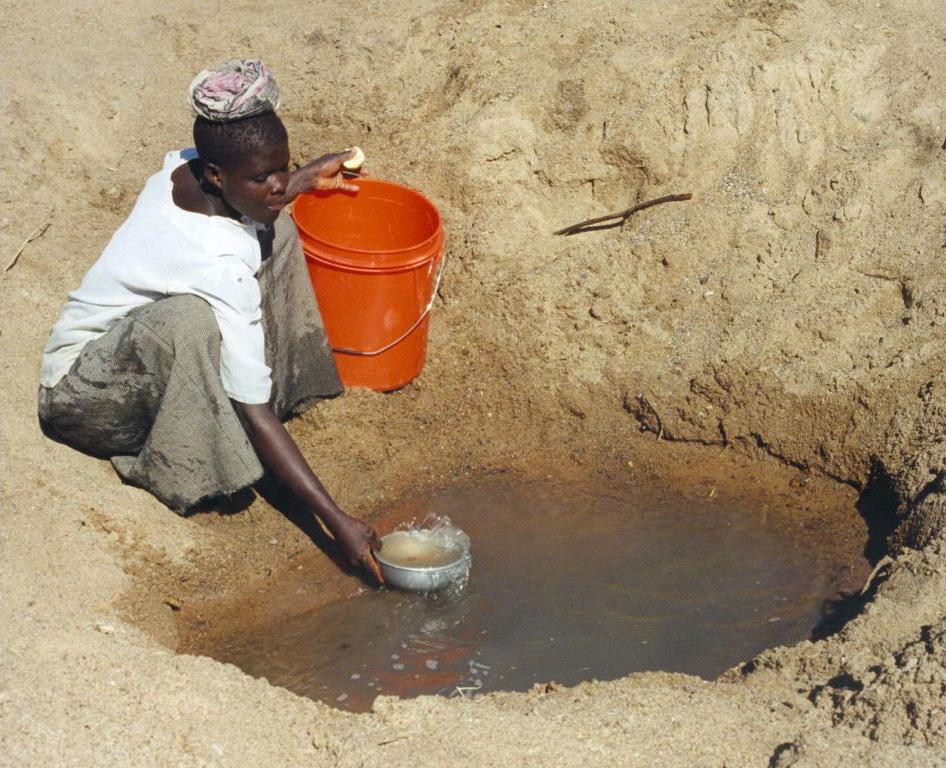
Wasserstelle im Distrikt Bariadi

Der Großteil der Bevölkerung gehört zur Ethnie der Sukuma. Von den Über-Fünfjährigen konnten 49 Prozent Swahili und sechs Prozent Englisch und Swahili lesen und schreiben, 45 Prozent waren Analphabeten (Stand 2012).

## Einrichtungen und Dienstleistungen
- Bildung: Im Distrikt gibt es 73 Grundschulen, die alle vom Staat betrieben werden. Von den 23 weiterführenden Schulen sind 22 öffentlich und eine ist privat geführt (Stand 2012).[3] 63 Prozent der Jugendlichen zwischen sieben und dreizehn Jahren besuchten eine Schule, 60 Prozent der Burschen und 66 Prozent der Mädchen.[6]
- Gesundheit: In Bariadi gibt es zwei Gesundheitszentren und 25 Apotheken.[3] Sieben Prozent der Bevölkerung hatten eine Sozialversicherung (Stand 2012).[7]
- Wasser: 42 Prozent der Bevölkerung haben Zugang zu sauberem Wasser.[3]

## Wirtschaft und Infrastruktur
| - Landwirtschaft: Mehr als achtzig Prozent der Bevölkerung lebt von der Landwirtschaft. Für den Eigenbedarf werden hauptsächlich Hirse, Mais, Reis, Süßkartoffeln und Maniok angebaut. Für den Verkauf bestimmt sind Baumwolle, Sonnenblumen, Linsen und Bohnen. Von den 59.000 Haushalten hielten 37.000 Haustiere, vor allem Rinder, Geflügel, Ziegen und Schafe. - Bodenschätze: In der Gemeinde Dutwa liegt eine Nickellagerstätte mit einer Million Tonnen Nickel. Im April 2019 wurden Probebohrungen erfolgreich abgeschlossen. - Tourismus: Die Hauptattraktion des Distriktes ist der Serengeti-Nationalpark. Ein weiterer Anziehungspunkt ist das Maswa Wildreservat. - Verkehr: Die wichtigste Straßenverbindung ist die nach Norden und Süden führende Nationalstraße. | Hier fehlt eine Grafik, die leider im Moment aus technischen Gründen nicht angezeigt werden kann. Wir arbeiten daran! |